# Eupithecia delzurata
Eupithecia delzurata là một loài bướm đêm trong họ Geometridae.